# Фридрих Ульрих (герцог Брауншвейг-Вольфенбюттеля)
Фридрих Ульрих Брауншвейг-Люнебургский (нем. Friedrich Ulrich von Braunschweig-Wolfenbüttel; 5 апреля 1591, Вольфенбюттель — 11 августа 1634, Брауншвейг) — герцог Брауншвейг-Люнебургский с 1613 года. Считается одним из самых неудачных правителей Брауншвейгского дома.

## Биография
Фридрих Ульрих был первенцем в семье герцога Брауншвейг-Люнебургского Генриха Юлия и его второй жены, датской принцессы Елизаветы. У него уже была старшая сводная сестра Доротея Гедвига, дочь отца от первого брака с Доротеей Саксонской. За последующие двадцать лет у наследного принца появилось ещё девять братьев и сестёр.
Фридрих Ульрих получил образование в Тюбингенском и Гельмштедтском университетах; после этого он совершил путешествие в Англию и Францию.
Фридрих Ульрих наследовал брауншвейгский престол в июле 1613 года после смерти отца. От него принц унаследовал страсть к алкоголю и большой государственный долг, поскольку Генрих Юлий давно потерял контроль над финансами. Фридрих Ульрих должен был выплатить вместо него 1,2 миллиона талеров.
Поскольку трону были нужны наследники, 4 сентября 1614 года Фридрих женился на 16-летней Анне Софии Бранденбургской, старшей дочери курфюрста Бранденбурга Иоганна III Сигизмунда. Свадебную музыку к этому событию написал Михаэль Преториус. Брак оказался бездетным.
В 1615 году Фридрих Ульрих был вовлечён военный конфликт с городом Брауншвейгом из-за того, что тот не признавал его своим сюзереном. Три месяца он безуспешно держал Брауншвейг в осаде.
В следующем году герцог был отстранён от власти своими матерью и дядей, королём Дании Кристианом IV. Поводом послужило постоянное злоупотребление алкоголем и слабый характер Фридриха. Главой правительства был назначен Антон Штрайтхорст, давний соратник Генриха Юлия. Фридрих Ульрих такому повороту только обрадовался и наслаждался бездействием и отсутствием ответственности за государственные дела. Но передача власти имела негативные последствия. Экономика страны была разрушена. Из-за чеканки монеты из дешёвых металлов в государстве царила инфляция.
В 1622 году Кристиан вернул Фридриху все полномочия. С помощью дворянства герцог вновь установил контроль над правительством. Члены правительства Штрайхорста бежали из страны.
Во время Тридцатилетней войны значительная часть брауншвейгских владений была разграблена. Многие территории были захвачены католическими войсками во главе с Иоганном Тилли.
В его армии служил также принц Франц Альбрехт Саксен-Лауэнбургский, с которым Анна София Бранденбургская поддерживала любовную связь. После столкновения при Плесси среди трофеев были найдены компрометирующие герцогиню письма. Анна София бежала ко двору своего брата Георга Вильгельма, курфюрста Бранденбурга. Из Бранденбурга Анна София писала жалобы на своего мужа императору Фердинанду II. Георг Вильгельм, в свою очередь, также переписывался с зятем. Фридрих Ульрих потребовал развода, Анна София отказывала ему в этом.
Герцог умер в результате несчастного случая, повлёкшего двойной перелом бедра. Похоронен в церкви Святой Марии в Вольфенбюттеле. Со смертью Фридриха Ульриха угасла средняя вольфенбюттельская ветвь Брауншвейгского дома, и земли Вольфенбюттельского княжества отошли главной брауншвейгской ветви, следующим герцогом Брауншвейг-Вольфенбюттельским стал Август Младший.